# شارب جيمس
شارب جيمس (بالإنجليزية: Sharpe James)‏ (20 فبراير 1936 – 11 مايو 2025) هو سياسي أمريكي، ولد في 20 فبراير 1936 في جاكسونفيل في الولايات المتحدة. حزبياً، نشط في الحزب الديمقراطي. وقد انتخب عضو مجلس ولاية نيوجيرسي.